# 佐橋五十雄
佐橋 五十雄（さはし いそお、1946年12月2日 - ）は、日本の実業家、馬主。ぬいぐるみの卸売などを手がける株式会社アバンティーなどの代表取締役社長を務めたほか、オグリキャップの2代目馬主として知られた。愛知県名古屋市出身。

## 経歴
1946年、愛知県出身。東邦高等学校卒業後、東京都で親族の営む装飾品店に勤め、航空会社に転職したのち1972年に名古屋市中川区にて事業を興す。1976年10月に株式会社武蔵野を設立し社長に就任、1979年11月には同社名を株式会社ジャルダン武蔵野に改める。その後一度社長を辞任するが1985年5月に同社を継承しミックスジャム株式会社を設立、10月には株式会社アバンティーファイブ（88年5月より株式会社アバンティー）を設立した。
2024年現在、佐橋の経営するアバンティーは愛知県名古屋市内に焼肉店「焼肉亭おぐり」を出店している。

### 不祥事
1986年2月26日、株式会社ジャルダン武蔵野が「スヌーピー」の人形の模造品を販売し意匠権を侵害したことに関して、名古屋地方裁判所によって原告のユナイテッド・フィーチャー・シンジケート・インコーポレッドへ411万円の賠償金の支払いを命じられた。またその後も、1983年から3年間で約3億4700万円を脱税したとして名古屋国税局に摘発、1988年9月に法人税法違反で懲役2年6ヶ月（執行猶予4年）の判決を下されるも量刑不当を理由に控訴。だが1989年2月15日の判決の前日の14日、佐橋は控訴を取り下げ、第一審の判決が確定した。

## 馬主活動

佐橋の勝負服（オグリキャップ所有時）

佐橋の勝負服（後年）

日本中央競馬会（JRA）および地方競馬全国協会（NAR）に登録していた馬主としても知られる。勝負服の柄は「青、白菱山形、赤袖」、次いで「青、黄菱山形、赤袖（上記画像）」、後に「赤、黄玉霰、青袖黄二本輪」。冠名は特に用いなかった。1987年1月に馬主資格取得。
JRAの顕彰馬であるオグリキャップを一時所有していたことでも知られる。同馬を中央競馬に移籍させるにあたって、佐橋は当時JRAの馬主資格を取得していなかった前馬主・小栗孝一から2000万円で同馬を譲り受けた。笠松競馬場所属時のオグリキャップの調教師であった鷲見昌勇によれば、佐橋は毎日朝の調教後に厩舎を訪れ、売却を催促してきたという。鷲見は2億円で交渉に応じるとしたが、同馬の中央での可能性を信じた小栗によって2000万円で話がつくこととなった。こうしてオグリキャップは1988年の間、佐橋の所有馬として有馬記念など重賞7勝を挙げた。しかし、のちに佐橋は先述した脱税による実刑判決のため馬主資格を喪失。オグリキャップの馬主は近藤俊典に変更となり、引退まで近藤の名義で走り続けることとなった。なお、2025年現在、「青、黄菱山形、赤袖（上記画像）」の勝負服は、近藤の親族が経営に携わるオーナーブリーダーのヒダカファームが使用している。
なお、オグリキャップ以外の所有馬の多くも他の馬主から名義変更された馬となっている。

## 主な所有馬
斜字は地方重賞。

### GI級競走優勝馬
- オグリキャップ（1988年ペガサスステークス、毎日杯、京都4歳特別、ニュージーランドトロフィー、高松宮杯、毎日王冠、有馬記念、天皇賞・秋2着、ジャパンカップ3着）
- インテリパワー（1999年サンタアニタトロフィー、浦和記念、2000年川崎記念、マイルグランプリ、2001年金盃、川崎記念3着、帝王賞3着、2002年金盃、ダイオライト記念、かしわ記念2着、帝王賞3着）
  - 1997年ヤングチャレンジカップより笹川勝彌から佐橋に名義変更、その後2003年までに笠松競馬に移籍した際に装蹄師の福永守の所有となる[8]。

### 重賞競走優勝馬
- トキノオリエント（1988年中日新聞杯）
  - 中央競馬移籍時に、（有）三松商事より佐橋に名義変更、4戦後近藤俊典の名義変更されさらに中央で1戦、その後笠松競馬に移籍し小栗孝一の所有となる[9]。
- ヨシノキング（1995年東京記念）
  - 1993年のサラブレッドチャレンジカップなどを制し、1994年東海クラウンより渋澤良久から佐橋に名義変更、その後1997年9月に高知競馬へ移籍し弘田博明の所有となる[10]。
- プレザント（1995年関東盃、1996年桐花賞）
  - 1993年の東京ダービーなどを制し、1995年ダイオライト記念より北條傳三から佐橋に名義変更、引退まで佐橋の名義で走り続けた[11]。
- スペクタクル（1996年アフター5スター賞）
  - 1994年の羽田盃などを制し、同年の東京ダービーより北條傳三から佐橋に名義変更、引退まで佐橋の名義で走り続けた[12]。
- ホウエイコスモス（1996年東海菊花賞、1997年オールカマー3着、1998年京都金杯3着、1999年旭岳賞、2000年ステイヤーズカップ）
  - 1995年東京大賞典より山田茂雄から佐橋に名義変更、引退まで佐橋の名義で走り続けた[13]。
- シゲノキューティー（2000年TVK盃）
  - 1999年の栄城賞などを制し、2000年のオグリキャップ記念より池上壽から佐橋に名義変更、その後2005年のアメジスト特別（笠松）より安田勝一の所有となる[14]。
- ウツミダンスダンス（2000年ゴールデンティアラ賞）
  - 1999年の南部駒賞などを制し、2000年桜花賞より内海政行から佐橋に名義変更、引退まで佐橋の名義で走り続けた[15]。
- シュウタイセイ（2001年サマーカップ、サマーチャンピオン3着）
  - 2000年の北日本新聞杯などを制し、2001年サマーカップより高樽秀夫（ディアレストクラブ代表）から佐橋に名義変更、引退まで佐橋の名義で走り続けた[16]。
- フジノテンビー（2001年ユニコーンステークス2着、2002年報知オールスターカップ）
  - 大橋清助名義時に2000年のデイリー杯3歳ステークスを笠松競馬所属馬として優勝し、2001年スプリングステークスより所属は地方のまま大橋清助から佐橋に名義変更、引退まで佐橋の名義で走り続けた[17]。
- ナイキゴールド（2003年白銀争覇、2004年マーチカップ）
  - 2002年初春賞（大井）より小野誠治から佐橋に名義変更、その後2005年スプリング争覇より安田勝一の所有となる[18]。
- ブルーベリー（2008年ジュニアクラウン）
  - 以上までの馬とは異なり、デビューから引退まで佐橋の所有であった[19]。

### その他の所有馬
- ダイゴウソウル（1996年メイステークス）
  - 1995年メイステークス、吾妻小富士オープンなどを制し、1996年中京記念より金田佳子から佐橋に名義変更、引退まで佐橋の名義で走り続けた[20]。